# Házassági szerződés (Így jártam anyátokkal)
A Házassági szerződés az Így jártam anyátokkal című televízió-sorozat nyolcadik évadának második epizódja. Eredetileg 2012. október 1-jén vetítették, míg Magyarországon 2013. október 7-én.
Ebben az epizódban Barney egy mindenre kiterjedően alapos házassági szerződést készíttet, ami felbőszíti Quinn-t, és a csapat tagjai közt is feszültséget okoz.

## Cselekmény
Jövőbeli Ted szerint 2012 nyara a szerelem nyara volt, hiszen a csapatból mindenki párkapcsolatban élt. De ez az idill nem tartott túl sokáig, 2012 őszére ugyanis beköszöntött az, amit utóbb a szakítások őszének neveztek.
Barneynak azt a tanácsot adja Arthur Hobbs, hogy készíttessen házassági szerződést. Barney elmondja, hogy ő megbízik Quinn-ben, de aztán Arthur olyan dolgokat mesél a feleségétől való válásáról, hogy megretten. Így aztán a segítségével megszövegezi a saját házassági szerződés-tervezetét, amiben olyan bizarr és betarthatatlan szabályok is vannak, hogy Quinn nagyon dühös lesz. Míg Robin, Quinn és Lily ezen dühöngenek, Barney, Marshall, Ted és Nick is erről beszélnek. Habár Barney szerint biztos lenne olyasvalami, amit megváltoztatnának a saját kapcsolatukban, kezdetben tagadják. Aznap este aztán mindhárman rájönnek, hogy ez nincs így. Marshall kicsit vadabb módon szeretne játszani Marvinnal, amit Lily nem enged meg. Nicknek nem tetszik, hogy Robin szex közben is a tévét nézi (nem tudván, hogy igazából beindul a saját maga látványától). Ted pedig szeretné kidobni Klaust a Victoriával közös lakásukból, ugyanis befogadták, de már megbánták.
Quinn ezután eldönti, hogy ő is készíttet egy házassági szerződést, legalább olyan bizarr pontokkal, mint amilyeneket Barney is kitalált. Mikor aztán a fiúk megérkeznek Barney segítségére, kitör a vita. A helyzetet Arthur menti meg, aki arra kéri őket, hogy beszéljenek egymással az érzéseikről. A helyzet megoldódik, de amikor Barney és Quinn is el akarják vetni a szerződést, kiderül, hogy nem tudják. Barneyt frusztrálja, hogy Quinn annyi férfinak táncolt, Quinnt pedig Barney sok egyéjszakás kapcsolata. Rádöbbennek, hogy egyáltalán nem bíznak meg annyira egymásban, hogy szerződés nélkül összeházasodjanak. Később Barney elmondja Marshallnak és Tednek, hogy szakított Quinn-nel, mert egész egyszerűen nem bízik meg még senkiben annyira, hogy feleségül vegye.
Az epizód végén előretekintésben láthatjuk, hogy Barney azzal dicsekszik a kollégáinak, hogy el fogja venni Robint. Amikor rákérdeznek, hogy lesz-e házassági szerződés, Barney azt mondja, hogy ezúttal nem.

## Kontinuitás
- Arthur nem ismeri fel Marshallt, ahogy "A legutolsó cigi" című részben sem.
- "A piás vonat" című epizódban látott tábla az epizód elején Marshall és Lily ágya felett látható.
- Arthur Hobbs utal a kutyájára is, ami a váláskor az asszonyhoz került. A kutyáról a "Műemlékek" című epizódban is volt szó.

## Jövőbeli visszautalások
- A szakítások ősze során a másik két pár is szétmegy majd. Ted és Victoria a "Szakítások ősze", Robin és Nick pedig a "Szívtörő" című részben.
- Quinn később felbukkan "A Tesó Mitzvó" című részben.

## Érdekességek
- Arthur Hobbs pontatlanul hivatkozza meg, hogy mindent azért vesztett el, mert nem írt házassági szerződést. A "Műemlékek" című részben ugyanis elmondja, hogy a baj az volt, hogy mindent a felesége nevére íratott.
- Ez az első olyan epizód, amelyikben mindegyik főszereplő egyszerre van párkapcsolatban.
- Barney és Quinn szakítására azért került sor ilyen meglepően korán, mert az őt alakító Becki Newton főszerepet kapott a szintén Bays és Thomas által készített "The Goodwin Games" című sorozatban, és a forgatás nagyjából akkortájt kezdődött.

## Vendégszereplők
- Ashley Williams – Victoria
- Thomas Lennon – Klaus
- Becki Newton – Quinn Garvey
- Bob Odenkirk – Arthur Hobbs
- Michael Trucco – Nick Podarutti
- Bill Fagerbakke – Marvin Eriksen Sr.
- Suzie Plakson – Judy Eriksen

## Zene
- Damien Jurado – Museum of Fight
- Band of Horses – Funeral

## Fordítás
Ez a szócikk részben vagy egészben  a   The Pre-Nup című angol Wikipédia-szócikk ezen változatának fordításán alapul.  Az eredeti cikk szerkesztőit annak laptörténete sorolja fel. Ez a jelzés csupán a megfogalmazás eredetét és a szerzői jogokat jelzi, nem szolgál a cikkben szereplő információk forrásmegjelöléseként.